# Reichsstraße 160
Die Reichsstraße 160 (R 160) war bis 1945 eine Staatsstraße des Deutschen Reichs, die in Nord-Süd-Richtung die preußische Provinz Pommern durchzog und die Ostseestadt Kolberg (heute polnisch: Kołobrzeg) mit den Städten Köslin (Koszalin), Neustettin (Szczecinek) und Schneidemühl (Piła) verband. Nach 1939 wurde die R 160 bis nach Kolmar in Posen (Chodzież) verlängert.
Die gesamte Länge der R 160 betrug 204 Kilometer.
Heute wird die Funktion der R 160 unter Beibehaltung der alten Streckenführung von der polnischen Landesstraße Droga krajowa 11 (DK 11) wahrgenommen, die allerdings über Piła (Schneidemühl) und Chodzież (Kolmar) hinaus über Poznań (Posen) bis nach Bytom (Beuthen/Oberschlesien) auf insgesamt 596 Kilometer verlängert ist und die vier Woiwodschaften Westpommern, Großpolen, Oppeln und Schlesien verbindet.

## Straßenverlauf der R160
(Heutige Droga krajowa 11):
Provinz Pommern (heute: Woiwodschaft Westpommern):

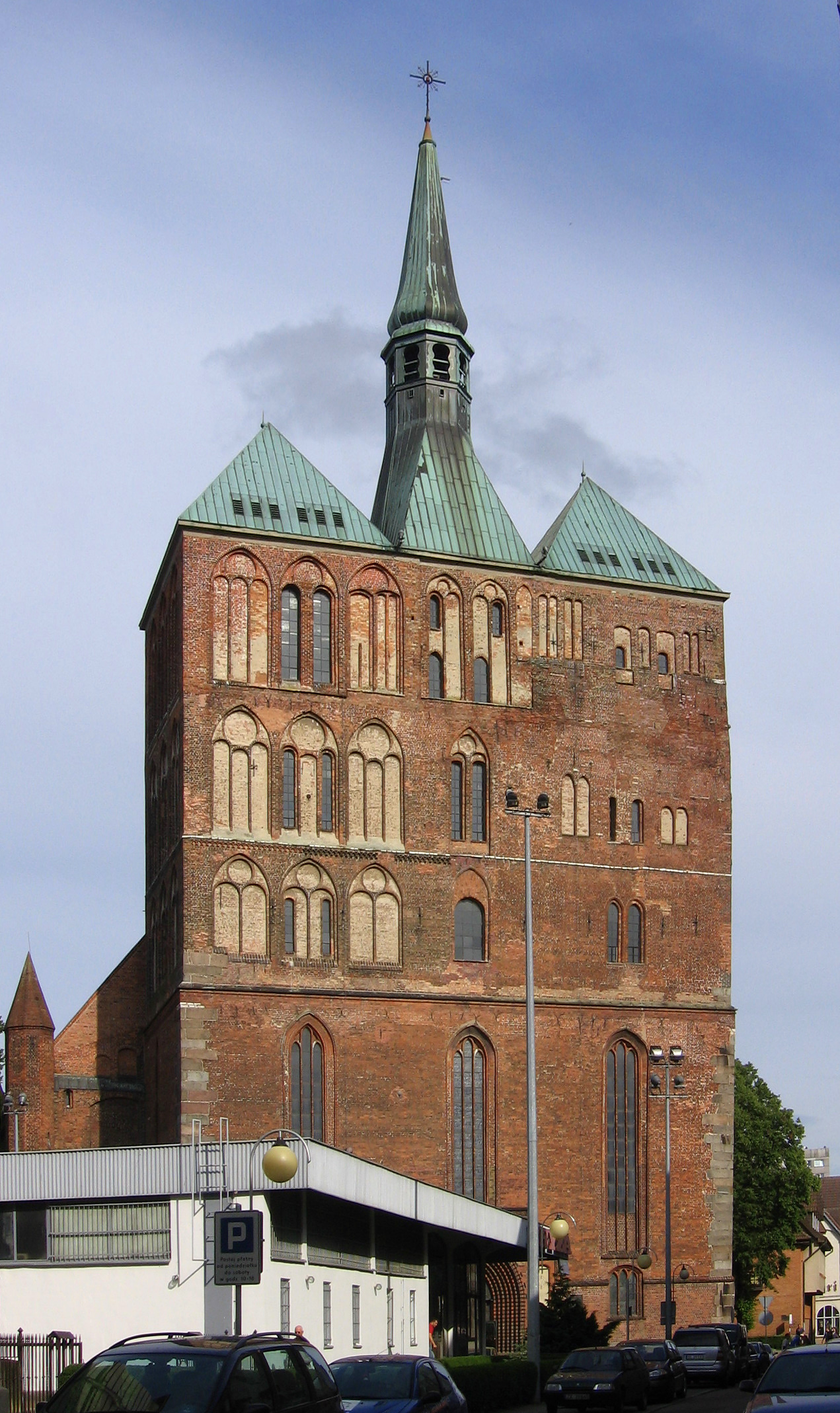
Der Kolberger Dom

Landkreis Kolberg-Körlin (heutiger Powiat Kołobrzeski)
- Kolberg (Kołobrzeg)
  - Kolberg-Zentrum (Anschluss: R 124 Richtung Belgard (Białogard) – Tempelburg (Czaplinek) (heute DW 163), und R 161 Richtung Plathe (Płoty) – Labes (Łobez) (heute DW 102))

~ Persante (Parsęta) ~
X Reichsbahnstrecke Kolberg–Belgard–Neustettin–Schneidemühl (heute Staatsbahnlinie Nr. 404: Kołobrzeg–Szczecinek) X
- - Kolberg-Schülerbrink (Kołobrzeg-Żółczyce)

X Reichsbahnstrecke Kolberg–Köslin (heute Staatsbahnlinie Nr. 402: Goleniów (Gollnow) – Kołobrzeg – Koszalin (Köslin)) X
Landkreis Köslin (heutiger Powiat Koszaliński)
- Timmenhagen (Tymień)

X Reichsbahnstrecke Kolberg–Köslin (wie oben) X
- Wolfshagen (Słowienkowo)
- Alt Banzin (Będzino)
- Bast (Łekno)

X Reichsbahnstrecke Kolberg–Köslin (wie oben) X
- Güdenhagen (Mścice)

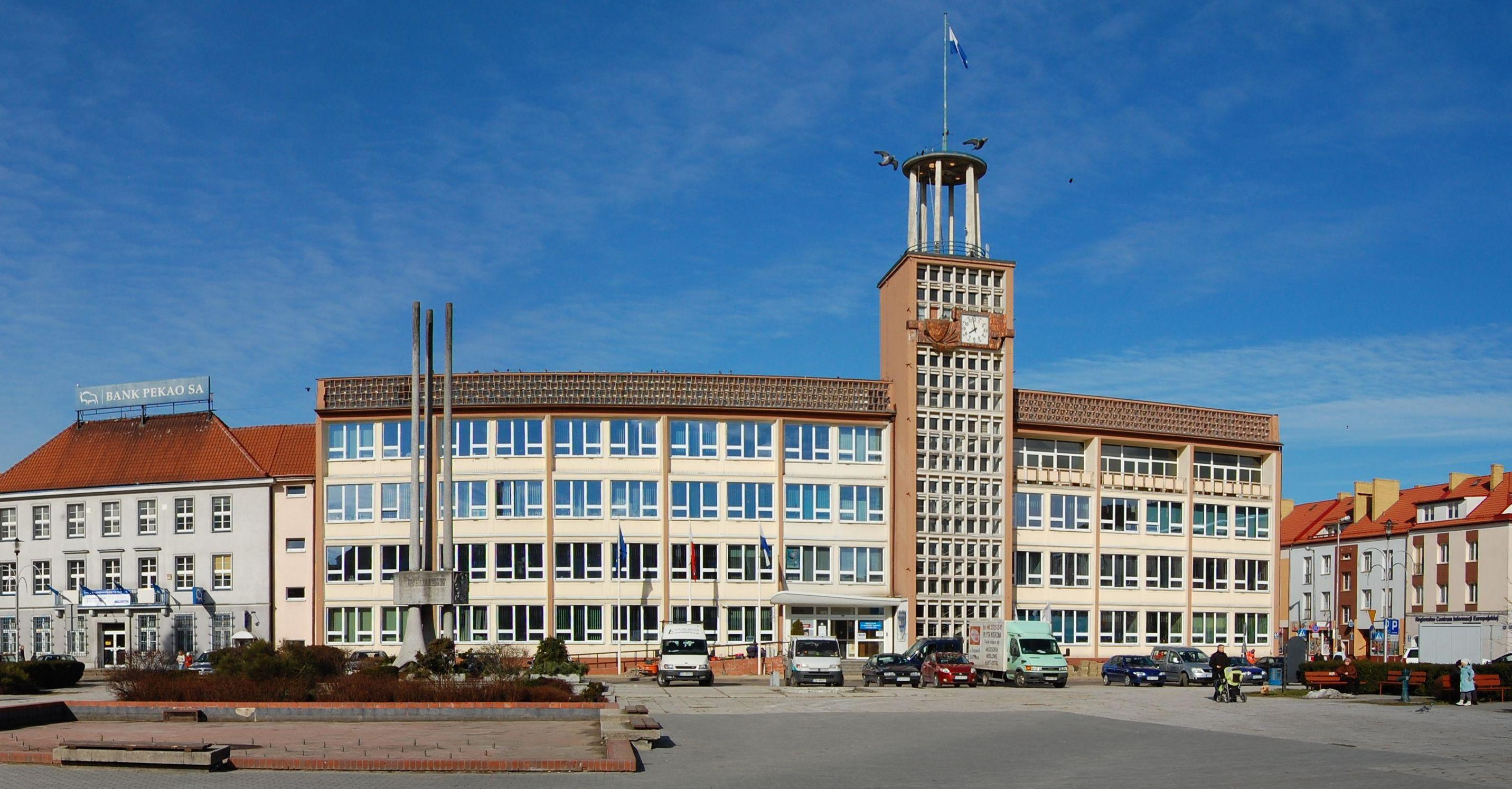
Das heutige Stadthaus in Koszalin (Köslin)

Stadtkreis Köslin (Grodzki Koszalin)
- Köslin (Koszalin) (Anschluss: R 2 Richtung Stettin (Szczecin) – Berlin bzw. Stolp (Słupsk) – Danzig (Gdańsk) – Dirschau (Tczew) (heute DK 6 = Europastraße 28))

X Reichsbahnstrecke Berlin–Stettin–Stolp–Danzig (heutige Staatsbahnlinie Nr. 202: Stargard (Stargard in Pommern) – Gdańsk (Danzig)) X
Landkreis Köslin (Powiat Koszaliński)
- Krettmin (Kretomino)

X Kleinbahnlinie der Köslin–Belgarder Bahnen/Schlawer Bahnen: Köslin – Manow (Manowo) – Pollnow (Polanów)/Schwellin – Belgard/Bublitz (Bobolice) X
- Bonin (Bonin)
- Manow (Manowo)

X Kleinbahnlinie (wie oben) X
- Seidel (Wyszewo)
- Brückenkrug (Mostowo)

~ Radüe (Radew) ~
- Alt Griebnitz (Grzybnica)
- Klannin (Kłanino)
- Goldbeck (Głodowa)

X Kleinbahnlinie der Köslin–Belgarder Bahnen Köslin–Manow–Schwellin–Bublitz X
- Bublitz (Bobolice) (Anschluss: R 159 Richtung Schlawe (Sławno) (heute: DW 205) bzw. Richtung Tempelburg (Czaplinek) (heute DW 171))

X Reichsbahnstrecke Schivelbein (Świdwin) – Bublitz – Zollbrück (Korzybie) X
Landkreis Neustettin (heutiger Powiat Szczecinecki)
- Wurchow (Wierzchowo)

X Reichsbahnstrecke Kolberg–Belgard–Schneidemühl (heute Staatsbahnlinie Nr. 404: Kołobrzeg–Szczecinek)

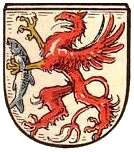
Das Wappen von Neustettin im Königreich Preußen

- Neustettin (Szczecinek) (Anschluss: R 158 Richtung Dramburg (Drawsko Pomorskie) – Stargard in Pommern (Stargard) – Königsberg/Neumark (Chojna) – Berlin und Richtung Rummelsburg (Miastko) – Bütow (Bytow) – Lauenburg in Pommern (Lębork) (heute DK 20))

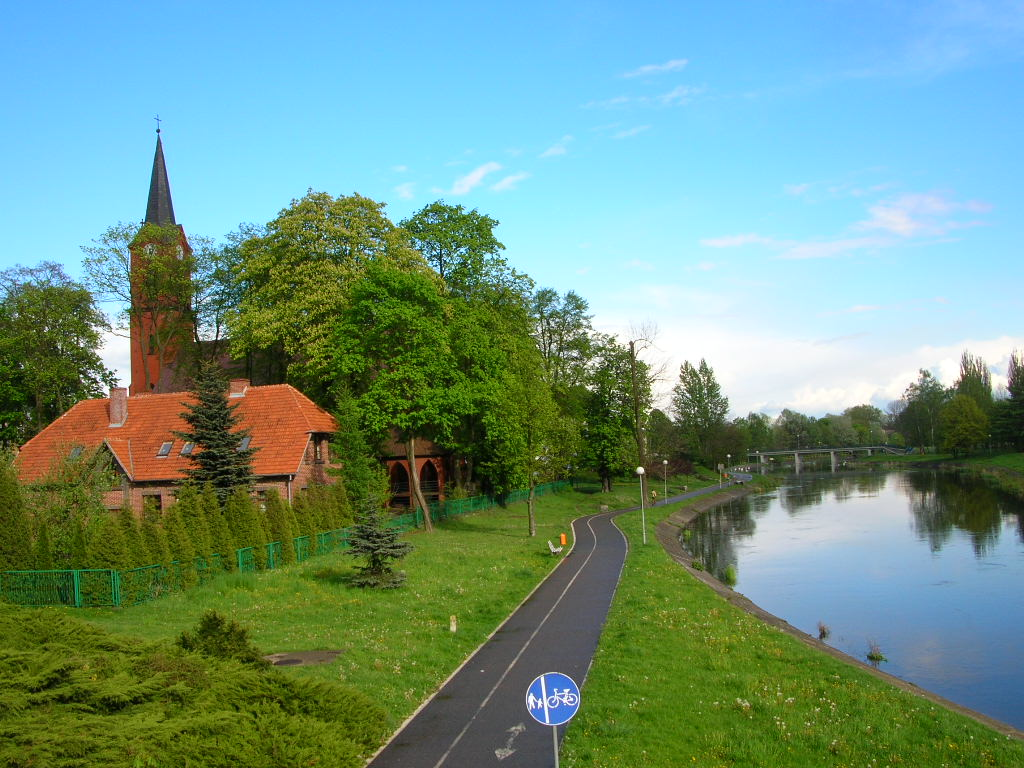
Küddow-Uferpromenade in Schneidemühl

X Reichsbahnstrecken: Kolberg – Belgard – Schneidemühl (heutige Staatsbahnlinie 404: Kołobrzeg – Szczecinek), Ruhnow – Schlochau – Konitz (Staatsbahnlinie 210: Runowo Pomorskie–Chojnice) und Neustettin–Rummelsburg–Zollbrück–Stolp (Staatsbahnlinie Nr. 405: Piła–Szczecinek–Miastko–Korzybie–Słupsk–Ustka (Stolpmünde))
- Thurow (Tuwowo)

(heutige Woiwodschaft Großpolen):
(heutiger Powiat Złotowski (Kreis Flatow))
- Lottin (Lotyń)
- Ratzebuhr (Okonek)
- Flederborn (Podgaje) (Anschluss: R 1 Richtung Schlochau – Dirschau – Elbing – Königsberg (Preußen) – Eydtkuhnen (heutige DK 22))

o Zwischen Flederborn und Schönwalde war die R 160 mit der R 1 vereinigt o
Landkreis Deutsch Krone
- Jastrow (Jastrowie)
- Schönwalde (heute in der Stadt Jastrowie aufgegangen) (Anschluss: R 1 Richtung Deutsch Krone – Küstrin – Berlin (heutige DK 22))

(heutige Powiat Pilski (Kreis Schneidemühl)):
~ Plietnitz (Płytnica) ~
- Plietnitz (Płytnica)
- Kramske (Krępsko)

~ Küddow (Gwda) ~
- Borkendorf (Dobrzyca)

~ Küddow (Gwda) ~
Provinz Grenzmark Posen-Westpreußen (1922–1939) / Provinz Pommern (1939–1945):
Stadtkreis Schneidemühl
- Schneidemühl (Piła)

X Reichsbahnstrecken: Kolberg–Belgard–Neustettin–Schneidemühl (Staatsbahnlinie Nr. 405 Ustka–Piła), Berlin – Küstrin – Dirschau – Königsberg (Preußen) (Nr. 203: Kostrzyn–Tczew, Stargard in Pommern – Schneidemühl / Nr. 403: Piła–Ulikowo, und Schneidemühl–Utsch / Nr. 390: Piła–Bzowo Goraj)
Netzekreis
- Usch Hauland (Ługi Ujskie)

~ Küddow (Gwda) ~
~ Netze (Noteć) ~
o 1920–1939: Deutsch-polnische Grenze (Polnischer Korridor) o

Stadtansicht von Chodzież (Kolmar) vor 1945

X Reichsbahnstrecke Schneidemühl–Usch X
- Usch (Deutsch Usch) (Ujście)

Kreis Kolmar in Posen (heutige Powiat Chodzieski)
- Kolmar in Posen (Chodzież)